# Cóc mày Ba Na
Cóc mày Ba Na (danh pháp khoa học: Leptobrachium banae) là một loài lưỡng cư thuộc họ Megophryidae.
Nó được tìm thấy ở Lào, Việt Nam, và có thể cả Campuchia.
Các môi trường sống tự nhiên của chúng là các khu rừng ẩm ướt đất thấp nhiệt đới hoặc cận nhiệt đới, các khu rừng vùng núi ẩm nhiệt đới hoặc cận nhiệt đới, và sông. Loài này đang bị đe dọa do mất môi trường sống. Loài này được các thợ săn người Ba Na phát hiện. Chúng có màu nâu với các đốm đỏ-cam trên lưng và đỏ nhạt và sọc đen trên chân.